# 藤原隆信
藤原 隆信（ふじわら の たかのぶ）は、平安時代末期から鎌倉時代初期にかけての貴族・歌人・画家。藤原北家長良流、皇后宮少進・藤原為経（寂超）の子。官位は正四位下・左京権大夫。

## 経歴
母・美福門院加賀の再婚相手である藤原俊成に育てられる（歌人・藤原定家は異父弟にあたる）。
若い頃は歌人として名を上げ、二条天皇や後鳥羽天皇に仕えた。寂蓮と並び評され、「若き歌読（詠み）の中にありがたく侍るかな」（『歌仙落書』）と評された。また、後述のように八条院にも仕えていた関係で女院と九条兼実の連絡役を務め、その縁から義父・俊成を兼実を引き合わせ、九条家と御子左家を結びつけるきっかけを作った。しかし、和歌の評価は次第に下落し、新風を志す新古今歌人達のそれとは対照的に、平凡な作風に陥っていった。ただし、こうした見方を隆信を俊成の義子＝御子左流の歌人とする考えに影響されており、嘉応2年（1170年）の建春門院北面歌合で判者である俊成が隆信の歌を否定的に評した際に六条藤家の藤原清輔がこれに反論し、以降の隆信はむしろ六条藤家系の歌人として活動するようになったとする指摘もある。隆信が俊成の訓育を受けたことは、五条三位入道俊成と隆信の交わした元久本『隆信集』の旋頭歌の部に見える。その一方で、隆信が六条藤家出身の美福門院の庇護を受けて官界に入り、和歌の面でも六条藤家と結びついていたとする側面も看過できない。
母方の祖母（伯耆局）が美福門院の乳母であったことから、久安5年（1149年）僅か8歳で美福門院の蔵人となり、翌久安6年（1150年）にはその所生の叡子内親王の御給で叙爵を受け、12歳で外祖父・親忠から若狭守の譲りを受けるなど、美福門院－八条院－二条天皇の近臣として義父・俊成の御子左家とは明らかに異なる昇進経路をたどっている。また、美福門院は六条藤家の藤原清輔の従妹にあたり、歌風にも影響しているとする見方もある。反面、後白河上皇の敵意を受けて、永暦元年（1160年）には殿上番を怠ったとして上皇の院宣により除籍され、美福門院・二条天皇の没後は昇進を留められるなど政治的挫折を迎えることになる。安元元年（1175年）には八条院領であった播磨国矢野荘の預所を祖母・伯耆局から譲られている。この間、承安元年（1171年）従四位下に叙せられているものの、官職的には15歳から33歳まで務めた右馬権頭を前官とする散位であった。その後、後白河法皇の宥免を受けて養和元年（1181年）右京権大夫に任ぜられ、文治3年（1185年）には後白河法皇や八条院に近仕した恩典により昇殿を許されている。建久2年（1191年）までに正四位下に至る。
建仁2年（1202年）出家。最終官位は前右京権大夫正四位下。浄土宗開祖・法然に帰依し、法名は戒心を名乗った。元久2年（1205年）2月27日卒去。享年64。

## 人物
物語『うきなみ』や歴史物語『弥世継』を書いたとされるが、いずれも現存しない。隆信の私家集は、寿永元年（1182年）夏頃成立した寿永百首家集と元久元年（1204年）頃成立したものがある。
隆信は「似絵（にせえ・肖像画）」の名手で、承安3年（1173年）『玉葉』9月9日条には最勝光院障子絵において、隆信が顔だけ描き、他は常盤光長が担当した事が記されている。神護寺所蔵の国宝・源頼朝像・平重盛像・藤原光能像等の『神護寺三像』は『神護寺略記』に隆信の作と伝えられが、近年この説はほぼ否定されている。

## 官歴
- 久安5年（1149年） 10月10日：美福門院蔵人[4]
- 久安6年（1150年） 12月30日：従五位下（故叡子内親王未給）[5]
- 時期不詳：上野介[6]
- 仁平2年（1152年） 12月30日：越前守[7]
- 仁平3年（1153年） 4月6日：若狭守[7]
- 保元元年（1156年） 9月17日：右馬権頭、守如元[7]
- 保元2年（1157年） 10月22日：従五位上（造大内裏勧賞、玄輝門造功）[7]
- 永暦元年（1160年） 7月22日：除籍[8]
- 応保元年（1161年） 正月：辞若狭守?[9]
- 承安2年（1172年） 12月8日：見右馬権頭[10]
- 承安年間初頭：正五位下?[11]
- 承安4年（1174年） 8月14日：見前右馬権頭従四位下[12]
- 養和元年（1181年） 3月28日：従四位上（八条院治承四年未給）[12]。11月28日：右京権大夫[12]
- 文治3年（1185年） 正月9日：昇殿[13]
- 建久2年（1191年） 3月3日：見正四位下[14]
- 正治2年（1200年） 秋：辞右京権大夫?[15]
- 建仁2年（1202年） 9月15日：出家（前右京権大夫正四位下）
- 元久2年（1205年） 2月27日：卒去

## 系譜
- 父：藤原為経
- 母：美福門院加賀 - 藤原親忠の娘、美福門院女房、のち八条院女房
- 妻：藤原長重の娘
  - 男子：藤原隆範
  - 男子：藤原信実（1175-1266）
- 生母不明
  - 男子：藤原信兼
  - 男子：藤原家信
  - 男子：藤原隆兼
  - 男子：猷円（1161-1232）
  - 男子：行誉
  - 男子：隆禅
  - 女子：順徳院兵衛内侍 - 中山忠定室
  - 女子：土御門院少将内侍 - 正親町三条公行室
  - 女子：承明門院右京大夫